# Памятная научная тропа Яхимовский ад
Памятная научная тропа Яхимовский ад — это пешеходный туристический маршрут, проложенный в окрестностях Яхимова (Чехия). Он был открыт в 2001 году и обновлен в 2015 году. Тропа напоминает о исправительно-трудовых лагерях по добыче урана 1940-х и 1950-х годов, а также содержит информацию об истории города, окружающей его природы и экологии. Вдоль маршрута расположены 12 панелей и 5 QR-кодов, с помощью которых можно перейти на веб-сайт с описанием остановки. Тропа ведет по жёлтому маршруту Клуба чешских туристов (чеш. KČT) 6710, который используется на всём её протяжении, за исключением короткого конечного участка, проходящего по маршруту 1435 с синей маркировкой. Общая протяженность маршрута 8,5 километров. Сложность тропы можно оценивать, как среднюю, но из-за горных условий местности она не подходит для посещения в зимнее время года.

## Прокладывание тропы
Инициатором создания тропы стало Яхимовское горное общество Барбора, которому удалось заручиться поддержкой карловарского отделения Конфедерации политзаключенных Чешской Республики, а также города Яхимова, районных и областных властей. В реализации проекта принимал участие районный Клуб чешских туристов в Карловых Варах. Завершённая научная тропа была открыта в 2001 году.

## Восстановление тропы
В 2014—2015 годах ассоциация Političtí vězni.cz взяла на себя обязанность по приведению памятной научной тропы в надлежащий вид, поскольку некоторые из размещенных на ней информационных панелей были серьёзно повреждены. Восстановление тропы заключалось в установке новых информационных панелей с актуализированным и дополненным содержанием в современной графике. В обновлении тропы участвовали волонтеры, очевидцы прошлого, историки и сотрудники краеведческого музея. Восстановленная научная тропа была открыта 27 июня 2015 года в День памяти жертв коммунистического режима. Вводную панель презентовали «крестные» тропы, бывшие политические заключенные Гана Турнцова (чеш. Hana Truncová), Зденек Мандрголец (чеш. Zdeněk Mandrholec) и Франтишек Виндел (чеш. František Wiendl). Далее следовал коментированный проход по туристическому маршруту и вечерний «Концерт для Яхимова» с группой the Tap Tap.

## Описание маршрута
Памятная научная тропа проходит по кольцевому маршруту вдоль жёлтой туристической маркировки. Она начинается в Яхимове с информационной панели «Научная тропа Яхимовский ад» (1), расположенной у у памятника «Крестный путь к свободе» перед костелом святого Яхима и святой Анны. Далее маршрут пролегает по дороге к холму, огибает монетный двор и продолжается лестницей, ведущей к панели Шахта «Сворность» (чеш. Svornost, 2). Отсюда тропа поднимается через лес на полкилометра вверх вдоль панелей у Штольни № 1 (чеш. Štola č.1, 3) и ступеней Маутхаузена (4) к платформе, на которой раньше располагался трудовой лагерь «Сворность» (чеш. Svornost, 5).
Тропа продолжается пологим маршрутом длиной примерно в 1,2 км до панели Местный пруд (6), откуда поднимается на полкилометра к территории бывшего трудового лагеря «Николай» (7). Следующие 700 метров проходят по асфальтированной дорожке мимо панели Яхимовские леса (8) к остаткам шахты Эдуарда (9). Именно на шахте Эдуарда работали заключенные лагеря Николай. От шахты Эдуарда тропа спускается к пруду Хайнца (чеш. Heinzovu rybník,10) и продолжается около 1 км по долине Элиашского ручья до панели Элиашские лагеря (tábory Eliáš, 11) с поворотом к Скаутскому кресту (12). Затем следует километровый подъем к остановке лагерь «Ровность» (чеш. tábor Rovnost, 13) и информационной панели Шахты и лагеря «Ровность» (чеш. Důl a tábory Rovnost, 14). Оставшиеся 1,3 километра проходят по синему туристическому указателю мимо остановки Швайцар (чеш. Švýcar, 15) и капеллы Божьей Матери (чеш. kaple Matky Boží, 16) к Капелле Пресвятой Богородицы Альтёттинской (чеш. kaple Panny Marie Altöttinské 17), где находится последняя остановка памятной тропы. Спуск обратно в город проходит мимо башни Шликовки (чеш. Šlikovky), с которой открывается прекрасный вид на гору Клиновец (чеш. Klínovec) с передатчиком.